# Mazurs kontrollsats
Inom matematiken är Mazurs kontrollsats, introducerad av Mazur (1972), ett resultat som beskriver beteendet i Zp-utvidgningar av Selmergruppen av en abelsk varietet över en talkropp.